# Scinax proboscideus
Espèce
Synonymes
- Hyla proboscidea Brongersma, 1933

Statut de conservation UICN

 LC  : Préoccupation mineure
Scinax proboscideus est une espèce d'amphibiens de la famille des Hylidae.

## Répartition
Cette espèce se rencontre entre 200 et 700 m d'altitude dans le sud du Suriname et du Guyana et en Guyane,. Sa présence est incertaine au Brésil.

## Publication originale
- Brongersma, 1933 : Ein neuer Laubfrosch aus Surinam. Zoologischer Anzeiger, vol. 103, p. 267-270.